# Luigi Zaimbro
Luigi Zaimbro (Genova, 21 giugno 1936 – Genova, 13 luglio 2022) è stato un ciclista su strada italiano.

## Biografia
Iniziò a correre tra i dilettanti nel 1952, vinse 26 corse e partecipò ai mondiali del 1960 come riserva. Passò professionista l'anno seguente e divenne gregario di Arnaldo Pambianco alla Fides, consociata della Ignis. Prese parte al Giro d'Italia 1961, ma dovette ritirarsi dopo aver patito il mal di mare nel trasferimento tra Genova e Cagliari. Nel 1962 il suo contratto non venne rinnovato e corse da indipendente, mentre nel 1963 entrò a far parte della Cite di Ottavio Cimarosti. Partecipò al Giro d'Italia 1963 ed ottenne un settimo posto nella 10ª tappa dopo una lunga fuga. Si ritirò l'anno seguente, senza aver conquistato alcuna vittoria da professionista.
In seguito svolse l'attività di idraulico. È morto all'Ospedale San Martino di Genova dove era ricoverato a causa di un tumore.

## Palmarès
- 1958 (dilettanti)

Giro delle Alpi Apuane

## Piazzamenti

### Grandi Giri
- Giro d'Italia

1961: ritirato (4ª tappa)
1963: 75º

### Classiche monumento
- Milano-Sanremo

1961: ?